# Еклектицизам
Еклектицизам (од грч. ἐκλέγειν - изабрати) је филозофски приступ који се не држи ни једне ригидне парадигме постављених претпоставки или закључака, већ ствара вишеструке теорије како би стекао увид у феномен, или примењује само одређене теорије у одређеним случајевима. Еклектицизам сматра да се тражење истине не исцрпљује у једном филозофском систему. Појам потиче од грчке речи еклектикос, бирати најбоље.
Еклектицизам у психологији и социјалном раду представља приступ стварности по коме многи фактори утичу на понашање и психу, те је неизбежно размотрити све перспективе при идентификовању, објашњењу, одређењу и промени понашања.

## Уметност
Еклектицизам у уметности је спајање и мешање разних стилова или „позајмљивање“ елемената једног уметничког правца у другим правцима. Већина данашње уметности сматра се еклектичном.
Архитектура овог доба развија се половином 19. века и преживљава до почетка треће декаде 20. века и упоредо се формира нова различита концепција и израз који је обележаван као сецесија.